# Râul Valea Luncii, Valea Seacă
Râul Valea Luncii este un curs de apă, afluent al râului Valea Seacă. 

## Hărți
- Harta munții Codru Moma  Arhivat în 9 iunie 2008, la Wayback Machine.
- Harta munții Apuseni